# Porocottus japonicus
Porocottus japonicus är en fiskart som beskrevs av Schmidt, 1935. Porocottus japonicus ingår i släktet Porocottus och familjen simpor. Inga underarter finns listade i Catalogue of Life.